# Robert C. O'Brien (écrivain)
Pour les articles homonymes, voir O'Brien.
Ne doit pas être confondu avec Robert C. O'Brien, le juriste américain
Robert Leslie Carroll Conly (11 janvier 1918 - 5 mars 1973), mieux connu sous le nom de plume Robert C. O'Brien, est un romancier américain et journaliste pour le magazine National Geographic. 

## Biographie
Robert Conly est né à Brooklyn, New York. Il est le troisième enfant d'une fratrie de cinq d'une riche famille catholique irlandaise. Attiré par la musique et la littérature, Conly entre au Williams College en 1935, mais en part dès la deuxième année. Il traverse ensuite une période qu'il a qualifiée de « rupture », travaillant brièvement à Albany (New York), avant de retourner dans sa famille en disgrâce. Bien qu'il ait plus tard étudié pendant un certain temps à Juilliard, il reçoit son baccalauréat ès arts en anglais à l'Université de Rochester en 1940. 

### Carrière

#### Journalisme
Après son diplôme universitaire, Conly a un bref passage dans une agence de publicité, puis commence à travailler pour Newsweek. Il est refusé à la conscription pendant la Seconde Guerre mondiale, car inapte en raison de troubles physiques et mentaux. Il couvre ensuite l'actualité nationale et municipale pour le Washington Times-Herald à partir de 1944 et plus tard pour le Pathfinder, un magazine d'actualités. En 1951, il commence à travailler comme rédacteur et écrivain pour National Geographic, un travail qui le fait voyager à travers le monde. De 1970 jusqu'à sa mort, il est rédacteur en chef adjoint.  

#### Écrivain de fiction
Dans les années 1960, Conly développe un glaucome. Comme il ne pouvait plus se rendre au travail en voiture, lui et sa famille déménagent en 1963 de Virginie pour se rapprocher de son bureau à Washington DC. Conly est surtout connu pour avoir écrit des romans sous le nom de « Robert C. O'Brien », du nom de jeune fille de sa mère. Son choix de prendre un nom de plume est motivé par son contrat avec National Geographic qui « lui interdit de publier avec toute autre entreprise ».  
Ses premiers livres ont été des récits pour enfants : La Couronne d'argent (en) (1968) et Madame Brisby et le secret de Nimh (Mrs. Frisby and the Rats of NIMH, 1971). Il a remporté la médaille Newbery de 1972 pour ce dernier et son discours à la conférence annuelle de l'American Library Association a été lu par son éditeur Jean Karl pour préserver son anonymat. Selon Sally Conly, ses deux derniers romans, A Report from Group 17 (en) (1972) et Z comme Zacharie (en) (1974), étaient destinés aux adultes. Après sa mort en 1973, Sally et leur fille Jane (en) ont terminé ce dernier roman en utilisant ses notes afin qu'il puisse être publié à titre posthume,. Z comme Zacharie a reçu en 1976 un Edgar Award pour le « Meilleur mystère jeunesse » des Mystery Writers of America. 
Jane Leslie Conly a publié plus tard deux suites à Madame Brisby et le secret de Nimh : Racso and the Rats of NIMH (en) (1986) et R-T, Margaret, and the Rats of NIMH (en) (1990). 

### Vie privée
Robert Conly a épousé Sally McCaslin en 1943. Le couple a eu quatre enfants, trois filles et un fils. Le mariage a duré jusqu'à sa mort. Il a une crise cardiaque trente ans plus tard en 1973. Madame Conly a écrit sur son mari sous le nom de Sally O'Brien. 

## Œuvres
- La Couronne d'argent, L’École des loisirs, 1987 ((en) The Silver Crown, Atheneum Books, 1968), trad. Michèle Poslaniec, 231 p.  (ISBN 978-2-2110-3238-4)
- Madame Brisby et le secret de Nimh, Livre de Poche, 1982 ((en) Mrs. Frisby and the Rats of NIMH, Atheneum, 1971), Fantasy animalière, trad. Jeanne Bouniort, 320 p.  (ISBN 2-253-03075-9)
- (en) A Report from Group 17, Macmillan, 1972
- Z comme Zacharie, Le Livre de poche, 1986 ((en) Z for Zachariah, Atheneum, 1974), trad. Jeanne Bouniort, 317 p.  (ISBN 2-253-03882-2)Coll. Jeunesse ; illustré par Manchu.

## Adaptations
Deux de ses romans ont été adaptés au cinéma :
- Brisby et le Secret de NIMH (The Secret Of NIMH) : réalisé par Don Bluth et sorti en 1982, ce film d'animation reprend le roman Madame Brisby et le secret de Nimh. Une suite, La Légende de Brisby, sortira en 1998.
- Les Survivants (Z for Zachariah) : réalisé par Craig Zobel (en) et sorti en 2015. Les rôles principaux sont joués par Margot Robbie (Ann Burden), Chris Pine (Caleb) et Chiwetel Ejiofor (John Loomis).